# Serain
Serain és un municipi francès del departament de l'Aisne, als Alts de França.
Forma part de la Communauté de communes du Pays du Vermandois.

## Geografia
Petit poble situat a la plana de la Picardia.

## Administració
Des de 2001, l'alcalde és Désiré Maillard.

## Demografia
- 1962: 612 habitants.
- 1975: 501 habitants.
- 1990: 459 habitants.
- 1999: 420 habitants.
- 2007: 390 habitants.
- 2008: 379 habitants.[1]

## Llocs i monuments
- Antiga via romana anomenada la Chausée Brunehaut.
- Font de la Reina de Navarra. Renovada.
- Església de Saint-Saveur. Datada del segle xvi. El campanar, incendiat el 1967, és classificat com Monument historique (França).[2]

## Personalitats lligades al municipi
- Claude Darget. Presentador de televisió. Té una segona residència al municipi.